# Niceforonia adenobrachia
Niceforonia adenobrachia es una especie de anfibio anuro de la familia Craugastoridae. Es endémica de Colombia. Se encuentra amenazada de extinción por la pérdida de su hábitat natural.